# 有馬加奈子
有馬 加奈子（ありま かなこ、1968年2月19日 - ）は、日本の子役出身の元女優。

## 来歴・人物
劇団いろは出身、1980年池中玄太80キロシリーズで、3姉妹の二女の池中未来役で出演し注目される。シリーズ途中に引退したため、「池中玄太80キロパート3」は河合美智子が未来役を演じたが、シリーズ最終話の「さよならシリーズ」では一時復帰した。
現在は芸能界を引退している。

## 主な出演作品

### テレビドラマ
- 時間よ止まれ（1977年7月2日[1]、テレビ朝日/テレパック）
- あにき 第1話・第2話・第5話（1977年10月7日・14日・11月4日、TBS）
- スポーツケンちゃん 第40話「がんばったお別れ会」（1978年11月30日、TBS /国際放映）
- 七人の刑事 第40話「かあさんの冬」（1979年2月16日、TBS）
- 俺たちは天使だ! 第17話「運が悪けりゃ誘拐犯」（1979年10月14日、日本テレビ/東宝） - 堀内めぐみ 役
- ケンちゃんチャコちゃん 第27話「日直当番と万年筆」（1980年9月4日、TBS/国際放映）
- 池中玄太80キロ（日本テレビ） - 池中未来 役
  - 第1シリーズ（1980年4月5日 - 1980年6月28日）
  - 第2シリーズ（1981年4月4日 - 1981年8月29日）
  - ビッグスペシャル
    - 「第1部 ウエディングベル危機一髪」（1982年4月3日）
    - 「第2部 そして今、巣立つ時」（1982年4月3日）

  - スペシャル「鳥の詩・力強く飛ぶんだゾ!」（1986年10月11日）
  - 池中玄太83キロ さよならスペシャル（1992年10月6日）
- あっけらかん（1982年5月28日 - 8月20日、日本テレビ） - むつみ 役
- 月曜ドラマランド（フジテレビ）
  - どっきり双子先生・乙女学園男子部（1983年11月14日 - 1984年3月19日） - 生徒 役
  - 乙女学園すみれ寮（1984年4月23日 - 9月10日） - 生徒 役

### バラエティ番組
- ミュージック・ボンボン「ちびドラ劇場」（1979年）

### 音楽番組
- 夜のヒットスタジオ（1981年9月14日）